# Orestida
Orestida (in greco Ορεστίδα?) è un comune della Grecia situato nella periferia della Macedonia Occidentale (unità periferica di Kastoria) con 13.479 abitanti secondo i dati del censimento 2001.
A seguito della riforma amministrativa detta Programma Callicrate in vigore dal gennaio 2011 che ha abolito le prefetture e accorpato numerosi comuni, la superficie del comune è ora di 341 km² e la popolazione è passata da 9.918 a 13.479 abitanti.